# Georg Thomas von Asch
Georg Thomas von Asch (* 12. April 1729 in Sankt Petersburg; † 23. Juni 1807 ebenda) war II. Stadtphysikus in St. Petersburg, Divisionsarzt in Finnland, Chefarzt des Seekadettenkorps, Generalstabsarzt und später Generalfeldmarschall der russischen Armee und ab 1777 Staatsrat unter Zarin Katharina II.

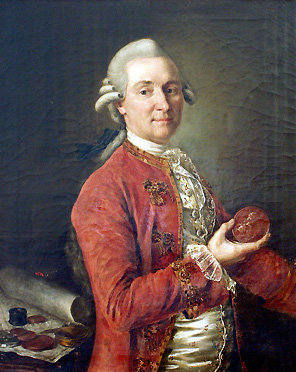
Georg Thomas von Asch. Porträt des russischen Malers Kirill Iwanowitsch Golowatschewski (1735–1823) aus dem Jahr 1780.

## Leben
Bedeutung erlangte Asch als Förderer der Universität Göttingen, der er aus Dank für seine dort in den Jahren 1748 bis 1750 absolvierte medizinische Ausbildung zum Doktor der Medizin unter Albrecht von Haller über einen Zeitraum von mehr als dreißig Jahren zahlreiche Materialien zur Geschichte, Geologie und Kultur Russlands zusandte. Diese Schenkungen befinden sich in verschiedenen Sammlungen der Universität Göttingen: Ethnographica in der Sammlung des Ethnologischen Seminars, Mineralien und Fossilien in der Sammlung des Museums im Geowissenschaftlichen Museum der Universität Göttingen,
Bücher in der Niedersächsischen Staats- und Universitätsbibliothek Göttingen. Der Briefwechsel und andere Schriftstücke sind heute in der sogenannten „Sammlung Asch“ ebenfalls in der Niedersächsischen Staats- und Universitätsbibliothek zusammengefasst. Zu seinen Schenkungen gehörten ebenfalls Schädel von Indigenen für den Anthropologen Johann Friedrich Blumenbach.
1763 wurde er erstes Mitglied des Medizinischen Kollegiums in St. Petersburg. Generalstabsarzt war er von 1768 bis 1775. 1777 wurde er zum auswärtigen Mitglied der Göttinger Akademie der Wissenschaften gewählt. 1779 ernannte ihn die Kaiserlich-Russische Akademie der Wissenschaften zum Ehrenmitglied.